# Severino Andreoli
Severino Andreoli (Caprino Veronese, Verona, 8 de gener de 1941) és un ciclista italià, ja retirat, que fou professional entre 1965 i 1969.
Com a ciclista amateur va prendre part en els Jocs Olímpics de Tòquio de 1964, en què guanyà una medalla de plata en la prova de contrarellotge per equips, junt a Ferruccio Manza, Luciano Dalla Bona i Pietro Guerra. En la cursa en ruta individual hi fou 28è. Com a professional destaca una victòria d'etapa al Giro d'Itàlia de 1966.

## Palmarès
- 1963
  - Vencedor d'una etapa de la Cursa de la Pau
- 1964
  -  Campió del món amateur de contrarellotge per equips, junt a Ferruccio Manza, Luciano Dalla Bona i Pietro Guerra
  -  Medalla de plata als Jocs Olímpics de Tòquio en contrarellotge per equips
- 1966
  - Vencedor d'una etapa del Giro d'Itàlia
- 1968
  - 1r a Col San Martino

### Resultats al Giro d'Itàlia
- 1965. 53è de la classificació general
- 1966. 71è de la classificació general. Vencedor d'una etapa
- 1967. 54è de la classificació general

### Resultats a la Volta a Espanya
- 1967. Abandona (6a etapa)

### Resultats al Tour de França
- 1968. Abandona (12a etapa)